# Rod Holcomb
Rod Holcomb (San Francisco, 28 de mayo de 1943- Los Ángeles, 24 de enero de 2024) fue un director y productor estadounidense de cine y televisión.

## Carrera
Holcomb ha dirigido episodios de series de televisión como ER, Quincy, M.E., The Six Million Dollar Man, Battlestar Galactica, Fantasy Island, The A-Team, The District, The Lyon's Den, Lost, Invasion, Moonlight, Shark, The Education of Max Bickford, China Beach, Wiseguy, The Equalizer, Scarecrow and Mrs. King, The Devlin Connection, The Greatest American Hero, Hill Street Blues, The West Wing y Numb3rs.
En 1979 Holcomb dirigió la película Capitán América, con Reb Brown como protagonista. En 1986 dirigió el telefilme Justicia ciega, protagonizado por Tim Matheson. Tres años después el dirigió Chains of Gold, escrita y protagonizada por John Travolta. La película fue estrenada finalmente en 1991. En 1993 dirigió el telefilme The Pentagon Papers protagonizada por James Spader.
En 2009, Holcomb ganó un Premio Primetime Emmy por el último capítulo de la serie ER, "And in the End..." Un año después dirigió los episodios "Conjugal" y "Bang" de la primera temporada de la serie The Good Wife.